# 849.
◄ | 8. stoljeće | 9. stoljeće | 10. stoljeće | ►
◄ | 810-ih | 820-ih | 830-ih | 840-ih | 850-ih | 860-ih | 870-ih | ►
◄◄ | ◄ | 846. | 847. | 848. | 849. | 850. | 851. | 852. | ► | ►►
Astronomija • Književnost • Kršćanstvo • Pravo • Promet

## Rođenja
- Alfred Veliki († 899.)

## Vanjske poveznice
|  | Zajednički poslužitelj ima još gradiva o temi 849. |